# Monhystera stagnalis
Monhystera stagnalis är en rundmaskart som beskrevs av Bastian 1865. Monhystera stagnalis ingår i släktet Monhystera och familjen Monhysteridae. Inga underarter finns listade i Catalogue of Life.